# جبال كاناسترا
جبال كاناسترا (بالبرتغالية: Serra da Canastra) هي مجموعة من التلال في ولاية ميناس جرايس جنوب شرق البرازيل. يبدأ نطاقها من منابع نهر ساو فرانسيسكو، وهي موقع متنزه سيرا دا كاناسترا الوطني وشلال كاسكا دي أنتا. يتراوح ارتفاعها 900 م إلى 1،496 متر. أثبتت مواقع كيمبرليت في هذا النطاق أنها مصدر غني للألماس. 